# Doussard
Doussard ist eine französische Gemeinde im Département Haute-Savoie in der Region Auvergne-Rhône-Alpes.

## Geographie
Doussard liegt auf 480 m, nordwestlich von Faverges, etwa 16 Kilometer südöstlich der Stadt Annecy (Luftlinie). Das Dorf erstreckt sich in einer breiten Talebene südlich des Lac d’Annecy, am Bach Ire, am Nordfuß der zum Massiv der Bauges gehörenden Montagne du Charbon. Die Gemeinde liegt innerhalb des Regionalen Naturparks Massif des Bauges.
Die Fläche des 20,14 km² großen Gemeindegebiets umfasst einen Abschnitt der Savoyer Alpen. Der zentrale Gemeindeteil wird von der rund drei Kilometer breiten Talsenke eingenommen, die sich am Südufer des Lac d’Annecy ausbreitet und über Faverges bis nach Ugine erstreckt. Sie wurde von den eiszeitlichen Gletschern geschaffen und nachher von Abtragungsschutt und Schwemmmaterial aufgefüllt. Das Südufer des Lac d’Annecy ist durch eine Sumpflandschaft geprägt, die als Naturschutzgebiet Bout du Lac geschützt ist. Hier münden die Bäche Eau Morte, Ire und Bornette. Entlang dem westlichen Seeufer reicht das Gemeindeareal fast bis zur Ortschaft Duingt. Östlich des Sees gehört auch die Pointe de Chenivier (1303 m), Teil des Massivs der Tournette und damit der Bornes-Alpen, zu Doussard.
Nach Süden greifen zwei lange, aber schmale Zipfel weit in den Naturpark der Bauges aus. Der eine umfasst den östlichen Talhang der Bornette und damit auch den Gipfelbereich der schroffen Kalkfelsen der Montagne de Charbon. Hier wird mit 1803 m die höchste Erhebung von Doussard erreicht. Der andere nimmt den dicht bewaldeten östlichen Talhang der Combe d’Ire ein, noch heute ein weitgehend unberührtes, wildes Tal, in dem 1893 der letzte Bär erlegt wurde.
Zu Doussard gehören neben dem eigentlichen Ortskern auch verschiedene Weilersiedlungen und Gehöfte, darunter: 
- Vertier (450 m) in der Talebene an der Eau Morte
- Arnand (495 m) an der Ire, südlich an Doussard anschließend
- Marceau-Dessous (500 m) an der Bornette am Nordfuß der Montagne de Charbon
- Marceau-Dessus (540 m) am Nordfuß der Montagne de Charbon
- Bout du Lac (450 m) am Südufer des Lac d’Annecy, an der Einmündung der Bornette
- Brédannaz (450 m) am westlichen Ufer des Lac d’Annecy, am Fuß des Felsgrates Taillefer

Nachbargemeinden von Doussard sind Duingt im Norden, Talloires-Montmin im Norden und Osten, Faverges-Seythenex im Osten, Giez, Jarsy, Chevaline und Bellecombe-en-Bauges im Süden sowie Lathuile im Westen.

## Geschichte
Das Gemeindegebiet von Doussard war schon sehr früh besiedelt. Früheste Spuren der Anwesenheit des Menschen stammen aus dem Neolithikum, aber auch zur Römerzeit befand sich hier eine Siedlung.
Erstmals urkundlich erwähnt wird Doussard im Jahre 868 unter dem Namen Dulciatis. Über die Jahrhunderte hinweg wandelte sich die Benennung von Dulziadum (9. Jahrhundert) über Dulsaz, Doucsa, Dussard zu Doussar. Der Ortsname geht auf den gallorömischen Personennamen Dulcius zurück.
Seit dem 11. Jahrhundert gehörte das Gebiet von Doussard zum Besitz der Abtei von Talloires. Später unterstand es dem Mandement Duingt. Lange Zeit hieß der heutige Hauptort (chef-lieu) der Gemeinde Doussard Macherine, das ebenfalls seit der Burgunderzeit besiedelt war. Der alte Weiler Doussard lag an der Ire am südlichen Rand der Sümpfe des Lac d’Annecy. Als 1734 die neue Kirche im zentral gelegenen Macherine erbaut wurde, nahm dieses den Namen Doussard vom alten Kirchenstandort an.

## Bevölkerung
| Jahr                       | 1962 | 1968 | 1975 | 1982 | 1990 | 1999 | 2006 | 2013 | 2020 |
| Einwohner                  | 1170 | 1239 | 1543 | 1725 | 2070 | 2781 | 3276 | 3584 | 3626 |
| Quellen: Cassini und INSEE |      |      |      |      |      |      |      |      |      |

Mit 3688 Einwohnern (Stand 1. Januar 2022) gehört Doussard zu den mittelgroßen Gemeinden des Départements Haute-Savoie. Seit Beginn der 1960er Jahre wurde eine kontinuierliche Bevölkerungszunahme verzeichnet. Besonders starke Zuwachsraten werden seit etwa 1990 registriert.

## Sehenswürdigkeiten
Die Pfarrkirche Saint-Maurice im Stil des Neoklassizismus erhielt ihre heutige Gestalt im 18. Jahrhundert und bei Umbauten im 19. Jahrhundert. Eine romanische Kapelle steht in Marceau, eine Kapelle aus dem 18. Jahrhundert in Vertier. Im Naturschutzgebiet am Ufer des Lac d’Annecy befindet sich die Tour de Beauvivier, die auf das 11. und 12. Jahrhundert zurückgeht. Erwähnenswert sind im Weiteren die alten Häuser im charakteristischen savoyischen Baustil in Vertier, darunter das Maison Blain aus dem 16. Jahrhundert.

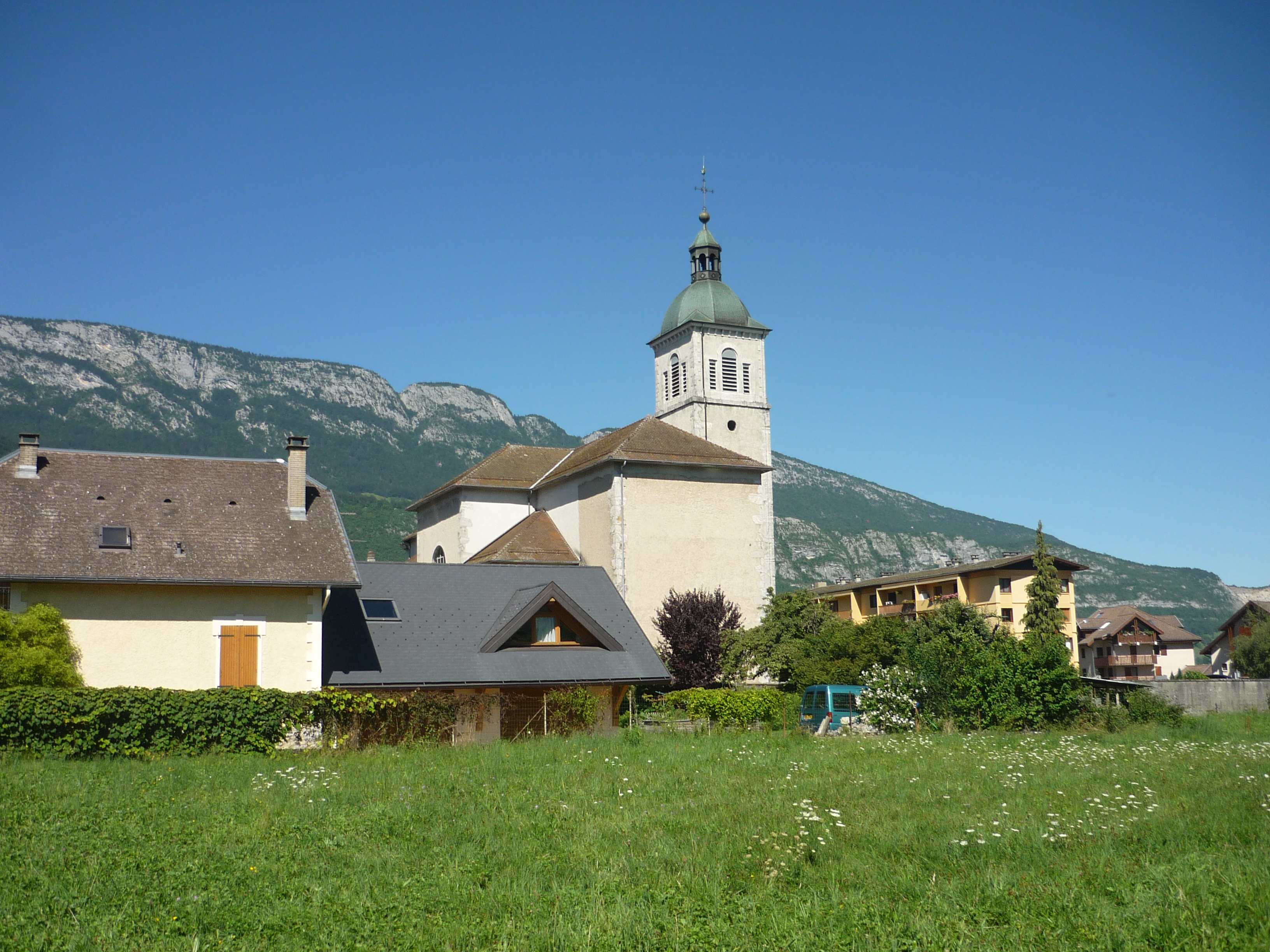
Kirche Saint-Maurice
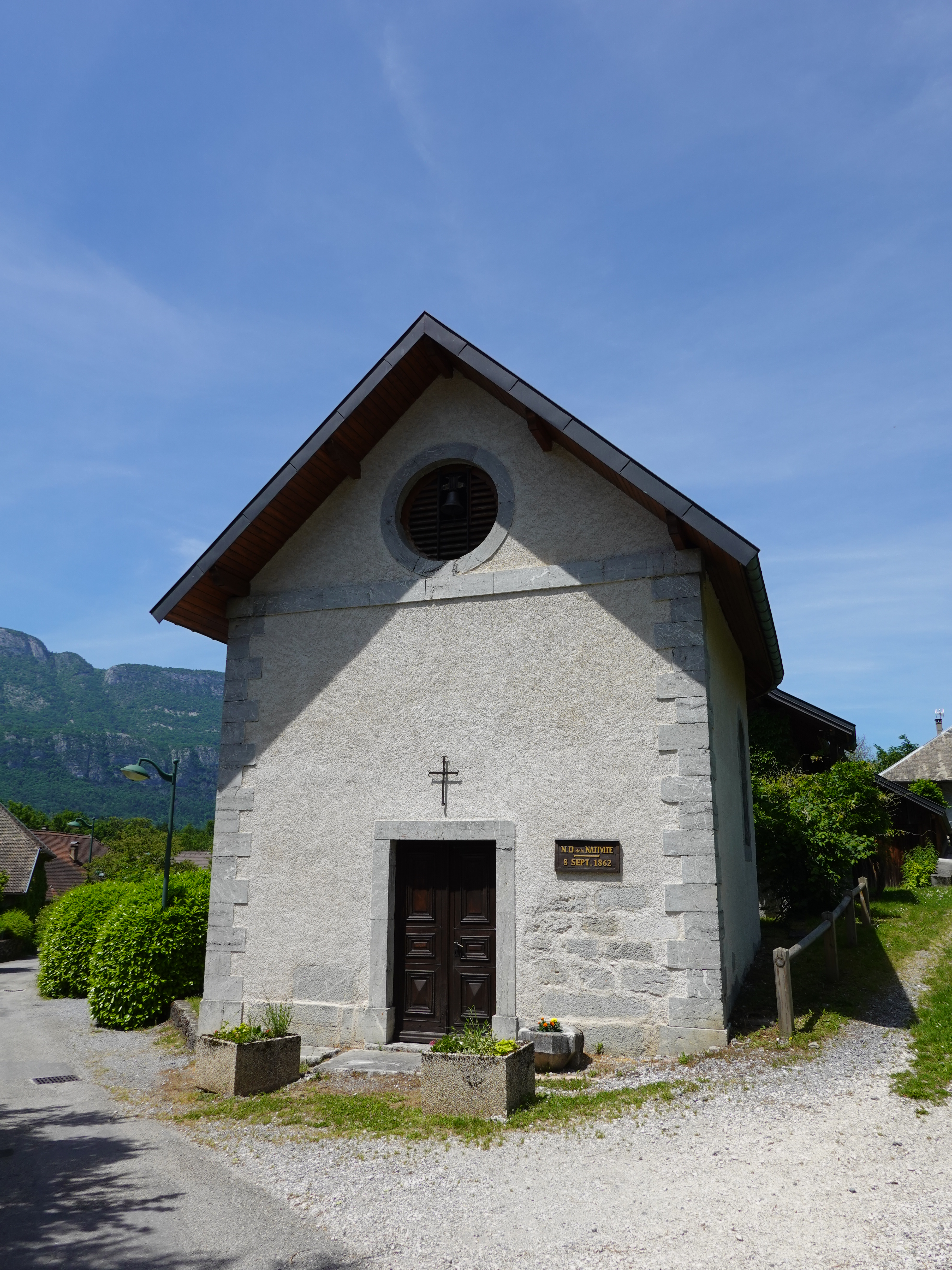
Kapelle Notre-Dame-de-la-Nativité im Ortsteil Verthier
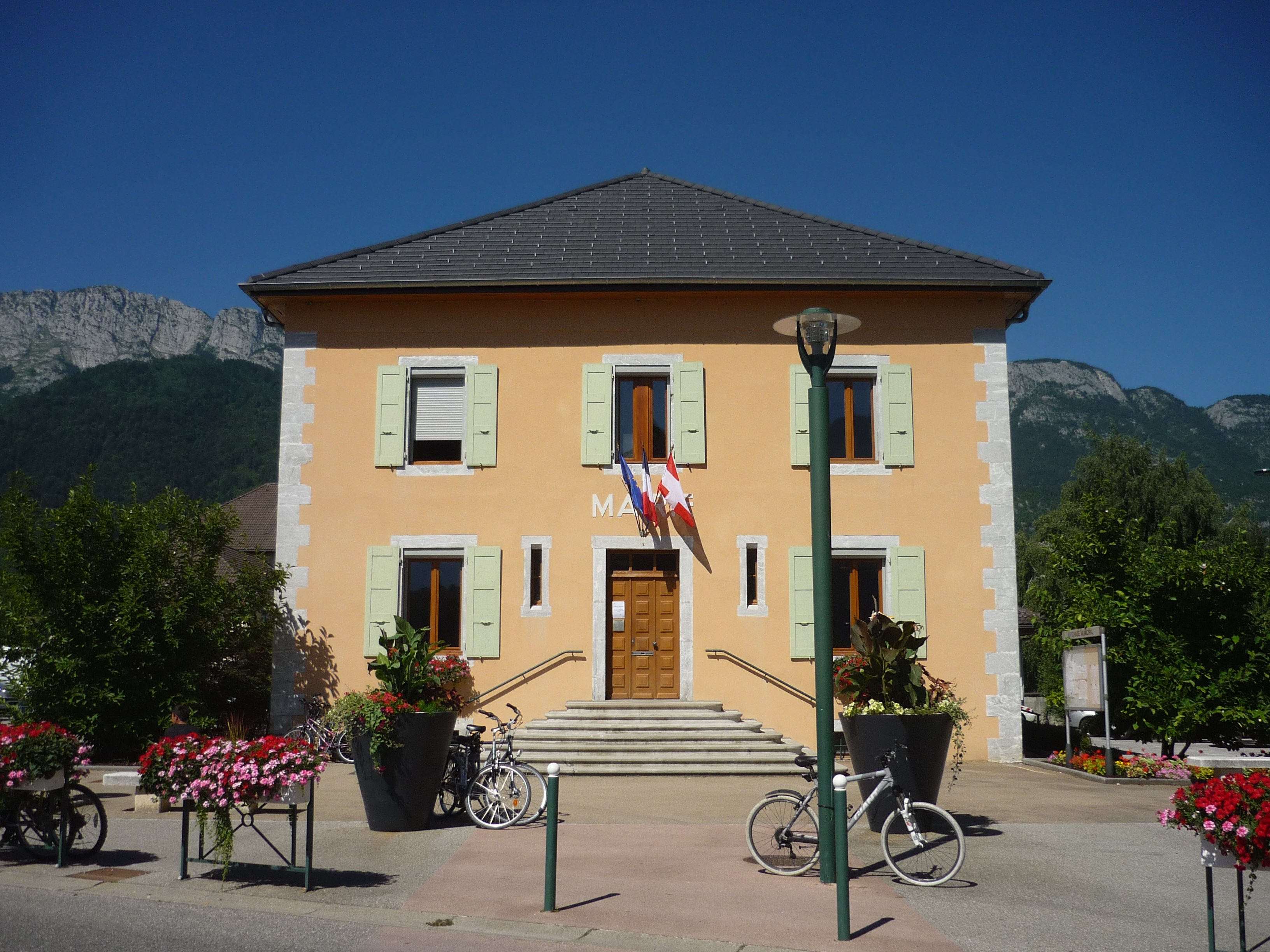
Mairie Doussard
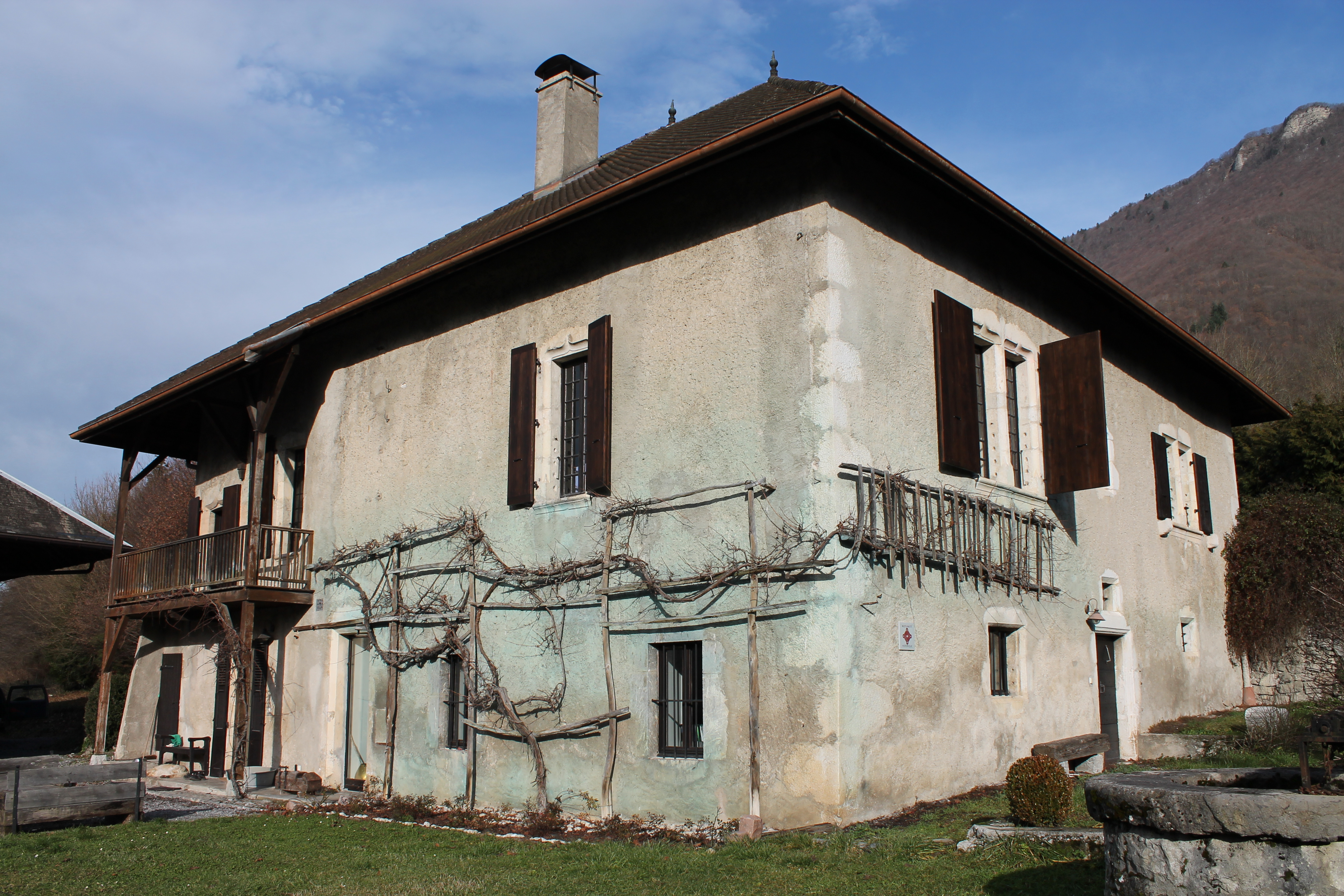
„Maison Blain“ im Ortsteil Verthier
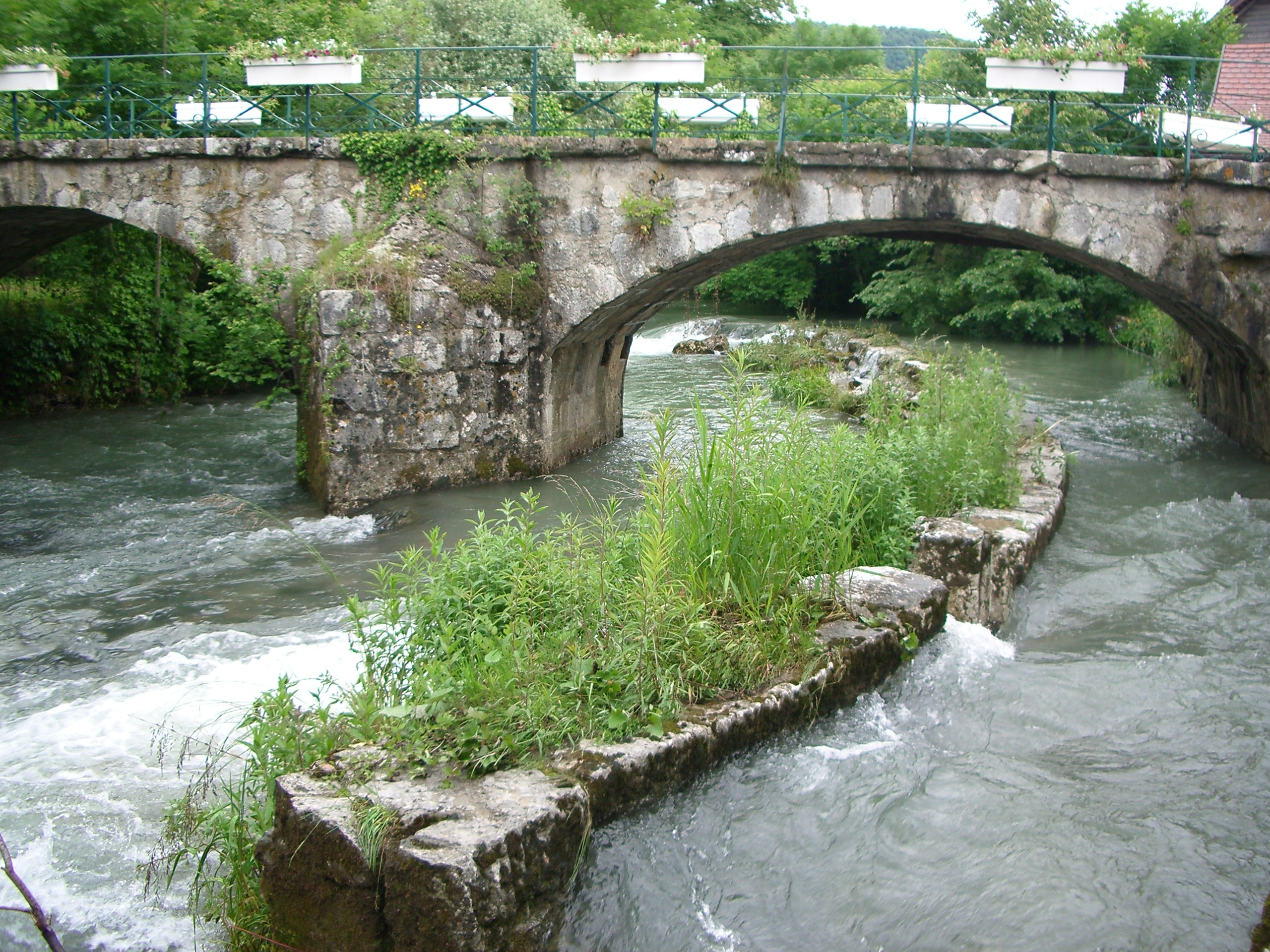
Brücke über den Eau morte
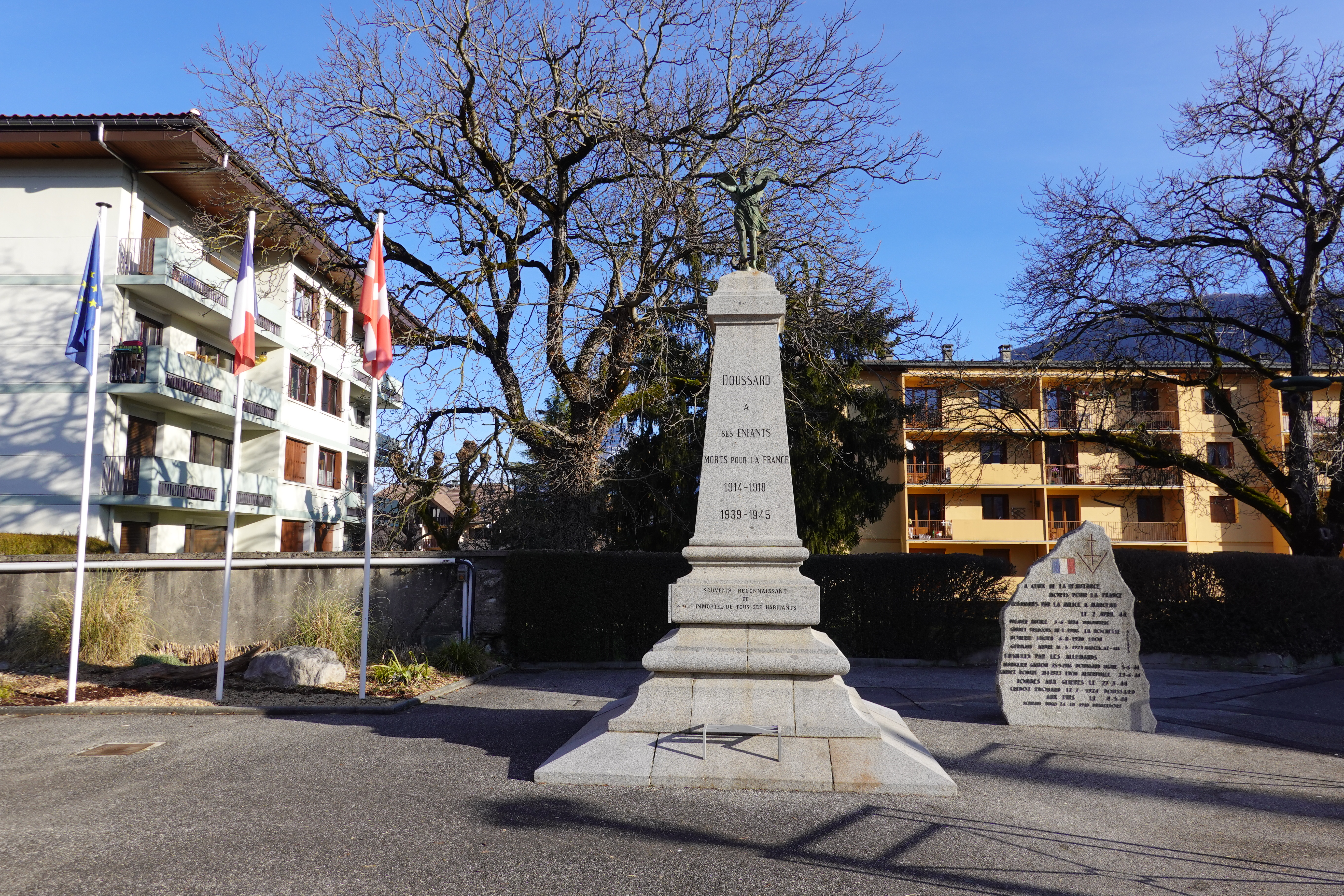
Gefallenendenkmal

## Wirtschaft und Infrastruktur
Doussard war bis ins 20. Jahrhundert hinein ein vorwiegend durch die Landwirtschaft geprägtes Dorf. Heute gibt es verschiedene Betriebe des Klein- und Mittelgewerbes. In der Nähe der Hauptstraße haben sich in den letzten Jahren kleinere Gewerbezonen entwickelt. Viele Erwerbstätige sind Wegpendler, die in den größeren Ortschaften der Umgebung ihrer Arbeit nachgehen. Dank seiner schönen Lage ist Doussard mittlerweile ein Ferienort mit mehreren Hotels und einem Campingplatz nahe dem Seeufer. Es profitiert auch vom Tagestourismus am Lac d’Annecy, der als Anziehungspunkt für Freizeitaktivitäten und Wassersportler dient.
Die Ortschaft ist verkehrsmäßig gut erschlossen. Sie liegt an der Hauptstraße D1508, die von Annecy nach Albertville führt. Weitere Straßenverbindungen bestehen mit Talloires (Ostufer des Lac d’Annecy), Lathuile und dem Col de Chérel. Der nächste Anschluss an die Autobahn A41 befindet sich in einer Entfernung von etwa 23 km. Doussard besaß einen Bahnhof an der Eisenbahnlinie von Albertville via Faverges nach Annecy, die heute stillgelegt ist.